# All In 2018
All In è stato un evento in pay-per-view di wrestling prodotto da Cody e gli Young Bucks (Matt Jackson e Nick Jackson) in associazione con la Ring of Honor. Si è tenuto durante il fine settimana del Labor Day, il 1° settembre 2019, al Sears Centre di Hoffman Estates, sobborgo di Chicago, in Illinois. L'evento ha visto la partecipazione di atleti di Impact Wrestling, della New Japan Pro-Wrestling, della Ring of Honor e di altre federazioni indipendenti.
Si è trattato del primo evento di wrestling esterno alla World Wrestling Entertainment e alla World Championship Wrestling tenutosi negli Stati Uniti d'America a vendere oltre 10.000 biglietti dal 1993. Il suo successo ha inoltre dato lo slancio per la fondazione, nel gennaio 2019, della All Elite Wrestling, che alla sua nascita aveva come vicepresidenti esecutivi gli stessi Cody e Young Bucks, insieme con Kenny Omega. La stessa AEW ha stabilito il suo evento All Out (tenutosi anch'esso ad inizio settembre ogni anno) come successore spirituale di All In, prima di acquisire i diritti per quest'ultimo e iniziare a produrne nuove edizioni a partire dal 2023.

## Background
Nel maggio 2017 sulla piattaforma Twitter il giornalista del Wrestling Observer Newsletter Dave Meltzer rispose ad un fan che chiedeva se la Ring of Honor potesse riuscire a produrre un evento che vendesse 10.000 biglietti affermando che la federazione non ne potesse essere in grado. Cody Rhodes, in quel momento sotto contratto per la ROH, accettò la sfida, con l'idea che passò da un evento ROH ad un'organizzazione indipendente, promossa da Cody e dagli Young Bucks, seppur con l'assistenza della federazione. Successivamente fu annunciato che anche Kenny Omega, Brandi Rhodes e l'attore Stephen Amell avrebbero preso parte all'evento.
Il 31 dicembre 2017, attraverso il canale YouTube degli Young Bucks, Being The Elite, questi e Cody confermarono di star vagliando diverse location per l'evento. Successivamente la testata Pro Wrestling Insider riportò che era stato raggiunto un accordo per tenere l'evento a Chicago, mentre l'annuncio per la data, il 1º settembre, avvenne il 10 gennaio. Il 5 marzo fu inoltre annunciato che la location dell'evento sarebbe stato il Sears Centre Arena di Hoffman Estates, sobborgo di Chicago. Nelle settimane successive furono annunciate le partecipazioni di diversi atleti di wrestling indipendenti come Penta El Zero Miedo, Rey Fénix, Kazuchika Okada, Tessa Blanchard, Jay Lethal, Chelsea Green, Marty Scurll e Adam Page. In aggiunta, fu annunciato che in occasione dell'evento si sarebbe tenuto Starrcast, una convention che avrebbe ospitato diverse personalità del mondo del wrestling come Jeff Jarrett, Eric Bischoff e Diamond Dallas Page. Il 13 maggio, durante una conferenza stampa di presentazione di All In, Rey Mysterio e Nick Aldis, allora detentore del NWA Worlds Heavyweight Championship, furono aggiunti alla lista dei partecipanti.
La vendita dei biglietti aprì il 13 maggio e registrò un tutto esaurito in meno di trenta minuti, nonostante fosse stato annunciato un solo incontro. Nelle settimane successive furono annunciati altri partecipanti, tra cui Maxwell Jacob Friedman, Madison Rayne, Kōta Ibushi, i SoCal Uncensored, i Best Friends. i Briscoe Brothers (Jay e Mark Briscoe) e Bandido, mentre Cody e gli Young Bucks lanciarono una serie di video su youtube, intitolata All Us, che fungeva da resoconto di avvicinamento all'evento. Il 13 luglio fu annunciato anche il team di commento, che vedeva tra gli altri Don Callis, Excalibur e Justin Roberts, ai quali si aggiunse Brent Tarring il 27 agosto. Il 6 agosto fu annunciato attraverso Being the Elite che l'evento sarebbe stato trasmesso in pay per view e che avrebbe avuto un pre-show chiamato Zero Hour, trasmesso gratuitamente. Lo stesso giorno fu annunciata la partecipazione di Jordynne Grace, Moose, Rocky Romero, Colt Cabana e Ethan Page, seguiti nei giorni successivi da Brian Cage, Billy Gunn, Jimmy Jacobs, Marko Stunt, Brandon Cutler e Punishment Martinez. Il 29 agosto fu confermato inoltre che l'evento sarebbe stato trasmesso on demand anche su NJPW World, il servizio di proprietà della New Japan Pro-Wrestling.

## Storyline
Le storyline che caratterizzarono la costruzione dell'evento furono portate avanti principalmente attraverso Being the Elite e All Us, ma anche attraverso il documentario Ten Pounds of Gold prodotto dalla National Wrestling Alliance e in vari eventi organizzati dalle federazioni coinvolte.
Il 10 aprile in un episodio di Being the Elite Joey Ryan fu ucciso (in kayfabe) da un assalitore misterioso in una stanza d'albergo in Giappone. Sempre su Being the Elite, il 4 giugno la polizia giapponese arrestò Stephen Amell per l'omicidio di Joey Ryan, mentre il 16 luglio fu rivelato che Amell era stato incastrato da Christopher Daniels e il 6 agosto fu annunciato un incontro tra Amell e Daniels per All In.
Il 13 maggio, durante la conferenza di presentazione di All In, il presidente della National Wrestling Alliance Billy Corgan annunciò che Nick Aldis avrebbe difeso il suo NWA Worlds Heavyweight Championship contro Cody nell'evento. Se Cody avesse vinto, lui e suo padre Dusty Rhodes sarebbero stati la prima coppia padre-figlio a detenere il titolo massimo della NWA. Durante gli eventi della Ring of Honor Honor United su suolo britannico fu annunciato che se Cody fosse riuscito a vincere il ROH World Championship prima di All In, l'incontro sarebbe stato valido per entrambi i titoli. Cody ebbe un'opportunità al titolo ROH il 29 giugno a Best in the World ma perse l'incontro e la successiva rivincita del giorno successivo a ROH Wrestling, per cui l'incontro di All In fu valido per il solo titolo NWA.
L'8 giugno in un evento della WrestlePro Madison Rayne e Maxwell Jacob Friedman sconfissero Brandi Rhodes e Flip Gordon, qualificandosi per All In. Nell'episodio del 7 agosto di All Us fu sancito un 4-way match tra Rayne, Britt Baker, Chelsea Green e Tessa Blanchard.
Il 5 luglio fu annunciato un incontro tra Marty Scurll e Kazuchika Okada per All In, con il primo che iniziò ad allenarsi con Nick Aldis in preparazione alla sfida. Negli episodi successivi di Being the Elite diversi lottatori, tra cui lo stesso Okada, misero in dubbio le possibilità di vincere di Scurll, che replicò nell'episodio del 27 agosto affermando che avrebbe sconfitto Okada.
Nella puntata del 16 luglio di Being the Elite Joey Janela intraprese una rivalità con gli Young Bucks, e la settimana successiva fu reso ufficiale un incontro tra Janela e Adam Page per All In. Il giorno stesso Page provocò Janela sui social, definendosi un Joey Killer. Nelle puntate successive di Being the Elite Page e Janela continuarono a provocarsi a vicenda, e il 29 agosto fu annunciato che l'incontro sarebbe stato un Chicago street fight match.
Il 30 luglio fu annunciato un incontro a sei uomini, in cui Bandido, Rey Fenix e Rey Mysterio avrebbero sfidato il team degli Young Bucks e Kota Ibushi. Nel Being the Elite del 27 agosto Mysterio e l'attore Theo Rossi alimentarono la rivalità, provocando gli Young Bucks.
Il 6 agosto furono annunciati anche gli incontri dello Zero Hour, che avrebbe compreso una battle royal e un incontro di coppia tra i Briscoe Brothers e i SoCal Uncensored. Il giorno successivo fu annunciato inoltre che nel corso di All In Jay Lethal avrebbe difeso il suo ROH World Championship contro il vincitore della battle royal della Zero Hour.
Il 12 agosto fu annunciato un incontro tra Kenny Omega e Penta El Zero Miedo.

## Risultati
| #        | Incontro | Stipulazione                                           | Durata |
| -------- | --- | ------------------------------------------------------ | ------ |
| Pre-show | Frankie Kazarian e Scorpio Sky hanno sconfitto Jay Briscoe e Mark Briscoe                                                                                  | Tag team match                                         | 12:33  |
| Pre-show | Flip Gordon ha vinto eliminando per ultimo Bully Ray | Battle royal per un match per l'ROH World Championship | 17:06  |
| 1        | Matt Cross ha sconfitto MJF | Single match                                           | 9:23   |
| 2        | Christopher Daniels (con Frankie Kazarian) ha sconfitto Stephen Amell (con Josh Segarra)                                                                   | Single match                                           | 12:30  |
| 3        | Tessa Blanchard ha sconfitto Britt Baker, Chelsea Green e Madison Rayne                                                                                    | Fatal 4-Way match                                      | 12:41  |
| 4        | Cody (con Diamond Dallas Page, Brandi Rhodes, Glacier e Tommy Dreamer) ha sconfitto Nick Aldis (c) (con Jeff Jarrett, Tim Storm, Shawn Daivari e Sam Shaw) | Single match per l'NWA World Heavyweight Championship  | 22:01  |
| 5        | Adam Page ha sconfitto Joey Janela (con Penelope Ford) | Street fight match                                     | 20:08  |
| 6        | Jay Lethal (c) (con Lanny Poffo) ha sconfitto Flip Gordon (con Brandi Rhodes)                                                                              | Single match per il ROH World Championship             | 14:21  |
| 7        | Kenny Omega ha sconfitto Penta El Zero | Single match                                           | 17:47  |
| 8        | Kazuchika Okada ha sconfitto Marty Scurll | Single match                                           | 26:05  |
| 9        | Kōta Ibushi e The Young Bucks hanno sconfitto Bandido, Rey Fénix e Rey Mysterio                                                                            | 6-men tag team match                                   | 11:48  |

## Sviluppi successivi
Nei mesi successivi all'evento Cody, gli Young Bucks e diversi altri wrestler che avevano partecipato ad All In lasciarono la Ring of Honor. Nonostante voci di offerte dalla World Wrestling Entertainment, il 1º gennaio 2019 Cody e i Bucks annunciarono la fondazione di una loro federazione di wrestling, la All Elite Wrestling, con l'ausilio di Shahid e suo figlio Tony Khan, proprietari dei Jacksonville Jaguars e del Fulham Football Club. I Khan avrebbero rivestito i ruoli di vertice, con Cody, i Bucks e Kenny Omega nelle figure di vicepresidenti esecutivi, con l'evento inaugurale della federazione che sarebbe stato Double or Nothing, nel maggio 2019.
Il 25 maggio 2019, nel corso di Double or Nothing, la AEW annunciò che avrebbe tenuto All Out, secondo evento della federazione, a Chicago il 31 agosto 2019, il giorno prima dell'anniversario di All In, del quale si proponeva come successore spirituale, tenendosi ogni anno in occasione del Labor Day nell'area di Chicago.
Inizialmente i diritti di trasmissione dello show rimasero di proprietà della Ring of Honor, come da accordi presi in fase di preparazione dell'evento con Cody e gli Young Bucks, ma passarono alla AEW quando Tony Khan acquistò la ROH nel marzo 2022.
Il 5 aprile 2023 la AEW annunciò che avrebbe riutilizzato il nome All In per un evento che si sarebbe tenuto a Londra il 27 agosto 2023, che sarebbe stato il debutto della federazione nel Regno Unito.